# Ayumi Oya
Ayumi Oya (大矢 歩 Oya Ayumi?,  nacido el 8 de noviembre de 1994 en Gunma) es una futbolista japonesa que jugaba como delantero.
En 2017, Oya jugó 8 veces para la selección femenina de fútbol de Japón.

## Trayectoria

### Clubes
| Club     | País  | Año    |
| -------- | ----- | ------ |
| Ehime FC | Japón | 2011 - |

### Selección nacional
| Selección | País  | Año  |
| --------- | ----- | ---- |
| Absoluta  | Japón | 2017 |

## Estadística de equipo nacional
| Selección femenina de fútbol de Japón | Selección femenina de fútbol de Japón | Selección femenina de fútbol de Japón |
| Año                                   | Partidos                              | Goles                                 |
| ------------------------------------- | ------------------------------------- | ------------------------------------- |
| 2017                                  | 8                                     | 0                                     |
| Total                                 | 8                                     | 0                                     |